# Clécy
Clécy est une commune française, située dans le département du Calvados en région Normandie, peuplée de 1 301 habitants.

## Géographie

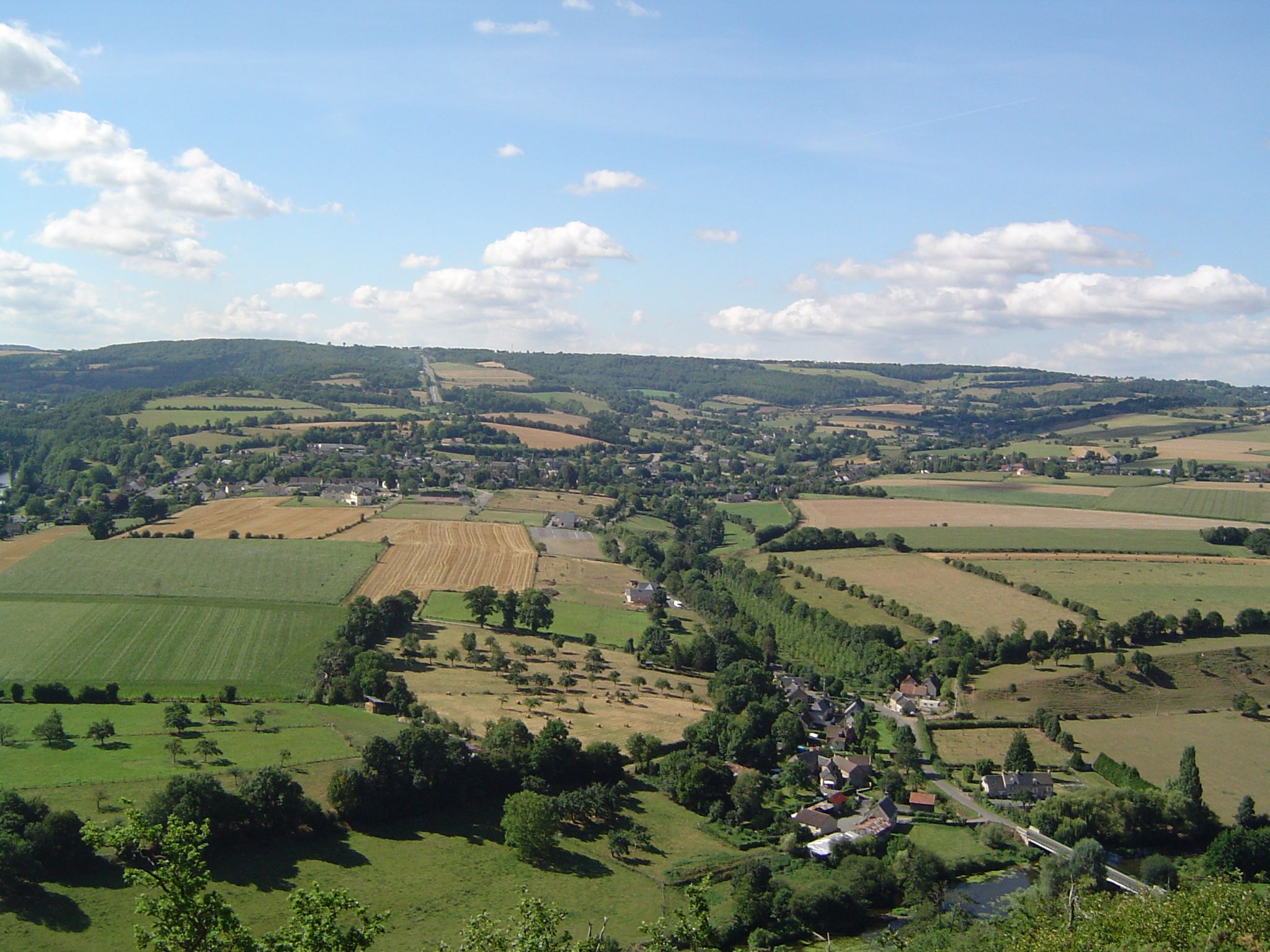
L'environnement de Clécy.

Clécy est située sur l'Orne, au cœur de la Suisse normande, à 35 kilomètres au sud de Caen. Couvrant 2 463 hectares, le territoire communal est le plus étendu du canton de Thury-Harcourt.
Titré Capitale de la Suisse normande, ce village doit son renom au relief accidenté et verdoyant du massif armoricain, avec des gorges dans lesquelles coule l'Orne.
De nombreuses activités de plein air s'y développent : canoë-kayak, parapente, escalade, randonnées pédestres et VTT... profitant ainsi de la typicité géologique de la Suisse normande.
| Saint-Lambert                              | Saint-Rémy          | Le Vey                       |
| La Villette                                | Clécy               | Le Bô                        |
| Condé-en-Normandie (comm. dél. de Proussy) | Saint-Denis-de-Méré | Cossesseville, Pont-d'Ouilly |

### Hydrographie

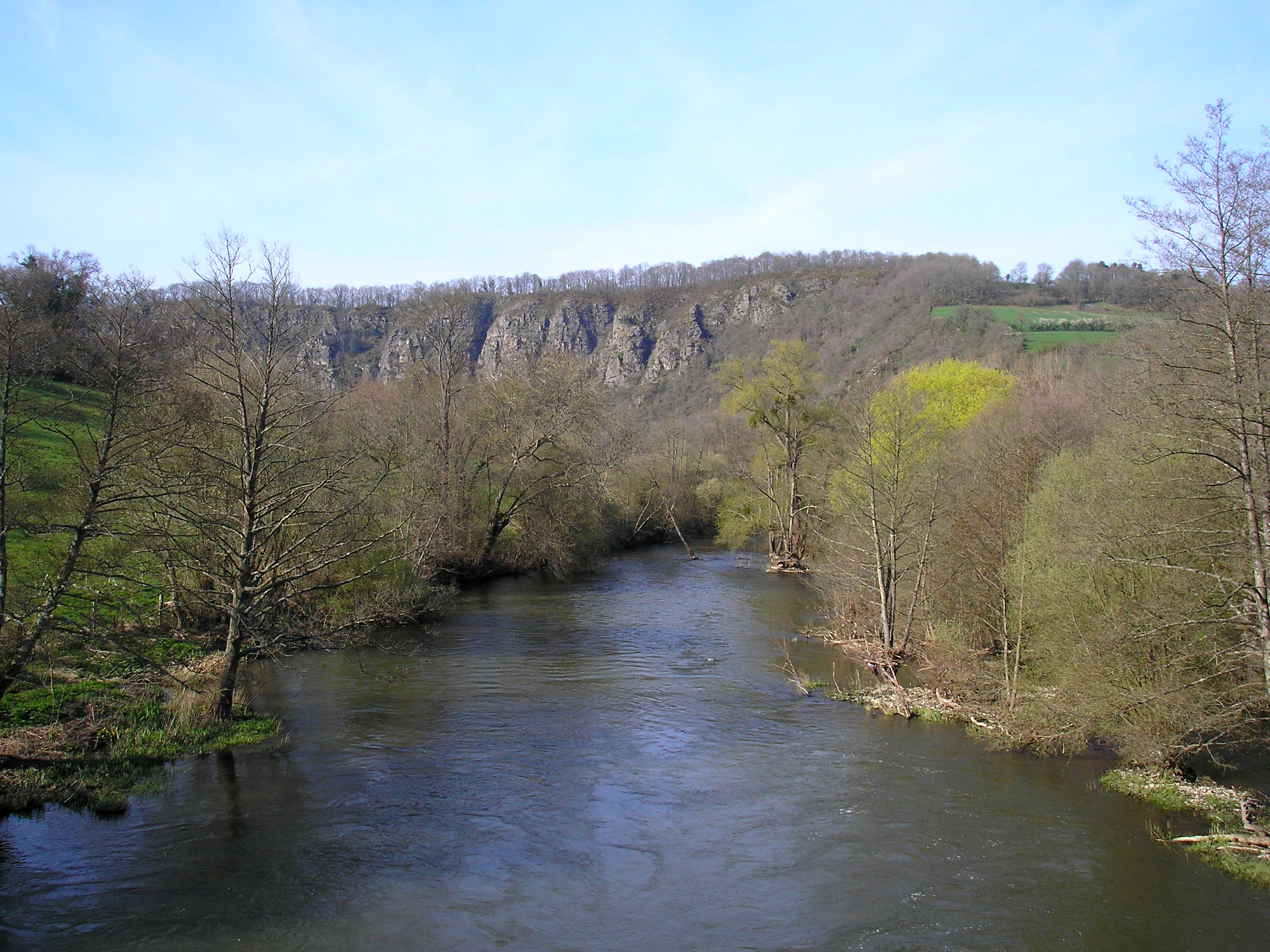
L'Orne en limite est.

La commune est située dans le bassin Seine-Normandie. Elle est drainée par l'Orne, le cours d'eau 01 de la Martelée, le ruisseau de la Porte, le fossé 01 de la Vandie, le fossé 01 du Petit Béron, le fossé 02 du Petit Béron, le Val de Vienne, le fossé 01 de l'Aiguillon, le fossé 01 de la Fresnée, le fossé 01 du Moulin de Vey, le fossé 01 du Vey, le cours d'eau 02 des Poiriers, le fossé 01 de la Basse Bigne, le fossé 03 de la Madeleine, le ruisseau du Val Fournet et divers autres petits cours d'eau,.
L'Orne, d'une longueur de 170 km, prend sa source dans la commune d'Aunou-sur-Orne et se jette  dans l'embouchure de l'Orne à Merville-Franceville-Plage, après avoir traversé 60 communes. Les caractéristiques hydrologiques de l'Orne sont données par la station hydrologique située sur la commune de Thury-Harcourt-le-Hom. Le débit moyen mensuel est de 21,2 m3/s. Le débit moyen journalier maximum est de 370 m3/s, atteint lors de la crue du 26 janvier 1995. Le débit instantané maximal est quant à lui de 423 m3/s, atteint le 6 janvier 2001.

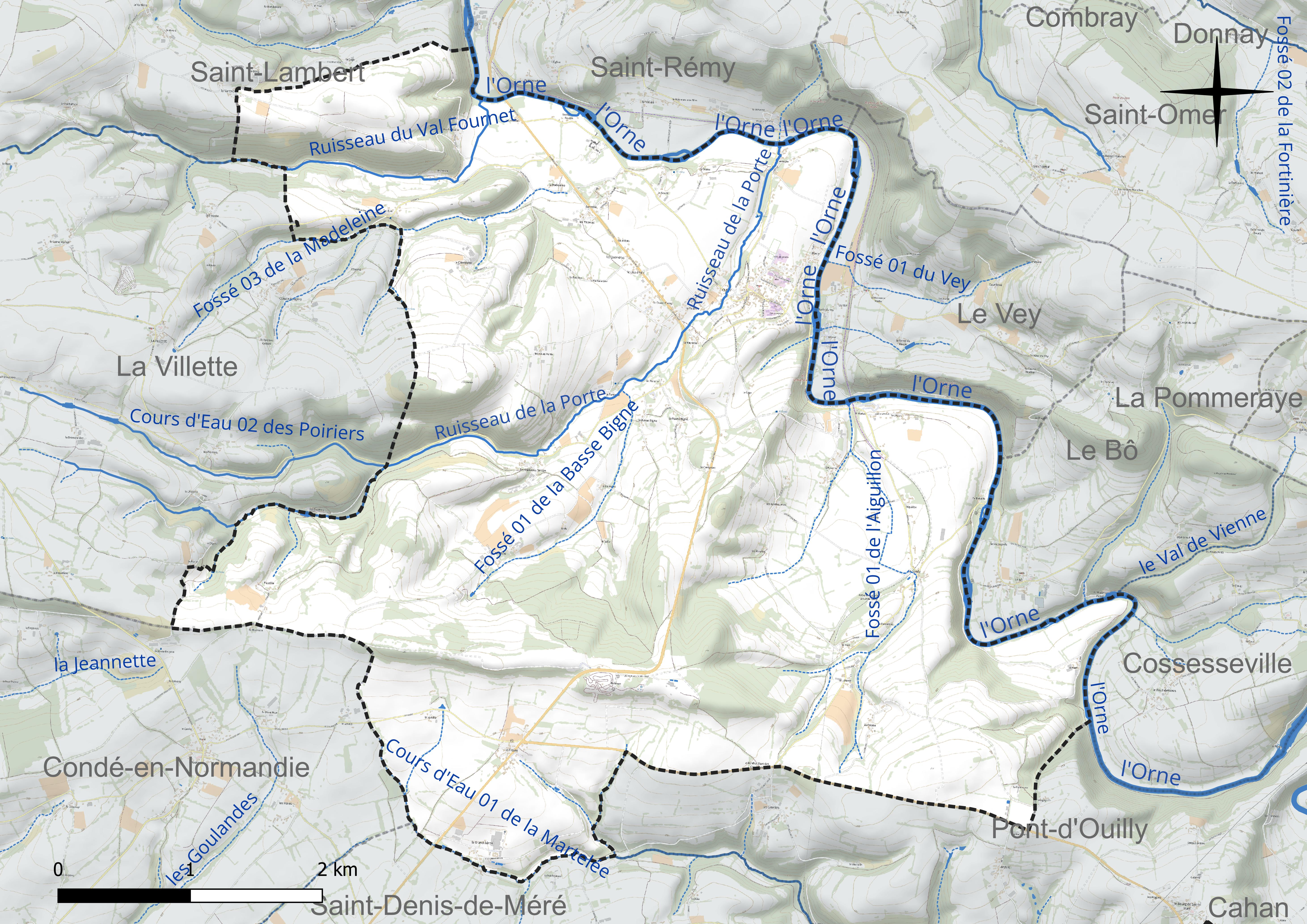
Réseau hydrographique de Clécy.

### Climat
Pour des articles plus généraux, voir Climat de la Normandie et Climat du Calvados.
En 2010, le climat de la commune est de type climat océanique altéré, selon une étude du CNRS s'appuyant sur une série de données couvrant la période 1971-2000. En 2020, Météo-France publie une typologie des climats de la France métropolitaine dans laquelle la commune est exposée à un climat océanique et est dans la région climatique  Normandie (Cotentin, Orne), caractérisée par une pluviométrie relativement élevée (850 mm/a) et un été frais (15,5 °C) et venté. Parallèlement le GIEC normand, un groupe régional d'experts sur le climat, différencie quant à lui, dans une étude de 2020, trois grands types de climats pour la région Normandie, nuancés à une échelle plus fine par les facteurs géographiques locaux. La commune est, selon ce zonage, exposée à un « climat contrasté des collines », correspondant au Bocage normand, bien arrosé, voire très arrosé sur les reliefs les plus exposés au flux d'ouest, et frais en raison de l'altitude.
Pour la période 1971-2000, la température annuelle moyenne est de 10,4 °C, avec  une amplitude thermique annuelle de 12,6 °C. Le cumul annuel moyen de précipitations est de 752 mm, avec 12,9 jours de précipitations en janvier et 6,7 jours en juillet. Pour la période 1991-2020, la température moyenne annuelle observée sur la station météorologique la plus proche, située sur la commune de Pierrefitte-en-Cinglais à 7 km à vol d'oiseau, est de 11,2 °C et le cumul annuel moyen de précipitations est de 806,5 mm,. Pour l'avenir, les paramètres climatiques de la commune estimés pour 2050 selon différents scénarios d'émission de gaz à effet de serre sont consultables sur un site dédié publié par Météo-France en novembre 2022.

## Urbanisme

### Typologie
Au 1er janvier 2024, Clécy est catégorisée commune rurale à habitat dispersé, selon la nouvelle grille communale de densité à 7 niveaux définie par l'Insee en 2022.
Elle est située hors unité urbaine. Par ailleurs la commune fait partie de l'aire d'attraction de Caen, dont elle est une commune de la couronne,. Cette aire, qui regroupe 296 communes, est catégorisée dans les aires de 200 000 à moins de 700 000 habitants,.

### Occupation des sols
L'occupation des sols de la commune, telle qu'elle ressort de la base de données européenne d'occupation biophysique des sols Corine Land Cover (CLC), est marquée par l'importance des territoires agricoles (81,3 % en 2018), une proportion sensiblement équivalente à celle de 1990 (81,6 %). La répartition détaillée en 2018 est la suivante : 
prairies (44,7 %), zones agricoles hétérogènes (24,4 %), forêts (16,2 %), terres arables (12,1 %), zones urbanisées (2,6 %). L'évolution de l'occupation des sols de la commune et de ses infrastructures peut être observée sur les différentes représentations cartographiques du territoire : la carte de Cassini (XVIIIe siècle), la carte d'état-major (1820-1866) et les cartes ou photos aériennes de l'IGN pour la période actuelle (1950 à aujourd'hui).

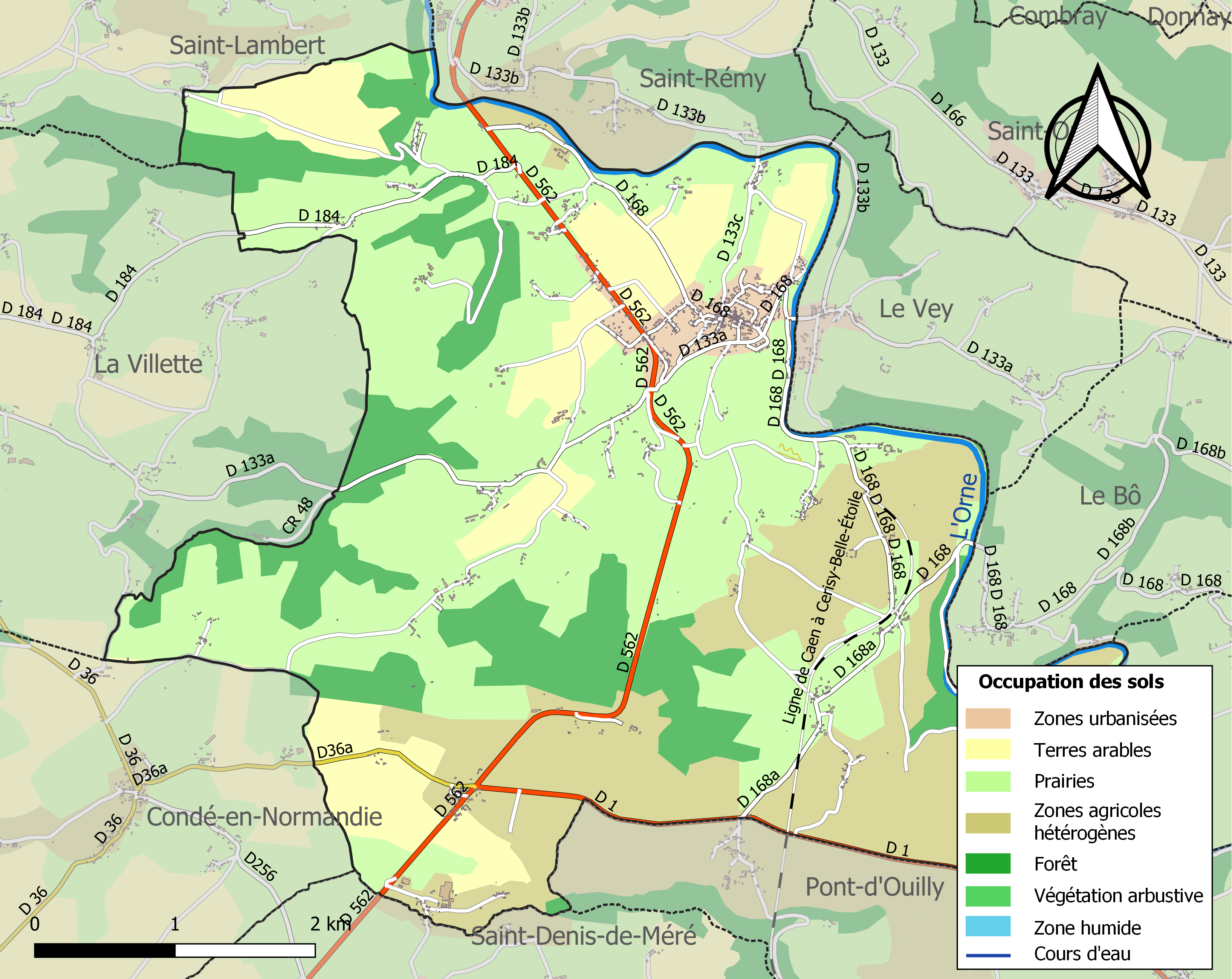
Carte des infrastructures et de l'occupation des sols de la commune en 2018 (CLC).

## Toponymie
Le nom de Clécy est mentionné dès 860 sous la forme Cliciacum (sous le règne de Charles le Chauve), sous les formes Cleceium en 1070 ; Clecium en 1256 ; Cleceio en 1265 ; Clecé en 1277 ; Clesseyum en 1294 ; Clesseyum au XIVe siècle ; Clessy en 1586.
Ce toponyme provient de l'agglutination du nom de personne gallo-romain Cliccius et du suffixe acum qui signifie : la « terre de Cliccius ».
Le gentilé est Clécyen.

## Histoire
À la création des cantons, Clécy est chef-lieu de canton. Ce canton est supprimé lors du redécoupage cantonal de l'an IX (1801).

## Politique et administration
| Période                                  | Période   | Identité         | Étiquette | Qualité                      |
| ---------------------------------------- | --------- | ---------------- | --------- | ---------------------------- |
| 1989                                     | mars 2008 | Claude Hergault  | SE        |                              |
| mars 2008                                | mai 2020  | Michel Bar       | SE        | Agriculteur                  |
| mai 2020                                 | En cours  | Raymond Carville | SE        | Retraité du secteur agricole |
| Les données manquantes sont à compléter. |           |                  |           |                              |

## Démographie
L'évolution du nombre d'habitants est connue à travers les recensements de la population effectués dans la commune depuis 1793. Pour les communes de moins de 10 000 habitants, une enquête de recensement portant sur toute la population est réalisée tous les cinq ans, les populations de référence des années intermédiaires étant quant à elles estimées par interpolation ou extrapolation. Pour la commune, le premier recensement exhaustif entrant dans le cadre du nouveau dispositif a été réalisé en 2008.
En 2022, la commune comptait 1 301 habitants, en évolution de +3,34 % par rapport à 2016 (Calvados : +1,58 %, France hors Mayotte : +2,11 %).
Clécy a compté jusqu'à 2 171 habitants en 1800.
| 1793  | 1800  | 1806  | 1821  | 1831  | 1836  | 1841  | 1846  | 1851  |
| ----- | ----- | ----- | ----- | ----- | ----- | ----- | ----- | ----- |
| 2 153 | 2 171 | 2 162 | 2 091 | 2 130 | 2 133 | 2 025 | 2 012 | 2 042 |

| 1856  | 1861  | 1866  | 1872  | 1876  | 1881  | 1886  | 1891  | 1896  |
| ----- | ----- | ----- | ----- | ----- | ----- | ----- | ----- | ----- |
| 1 905 | 1 953 | 2 147 | 2 029 | 1 710 | 1 689 | 1 701 | 1 724 | 1 762 |

| 1901  | 1906  | 1911  | 1921  | 1926  | 1931  | 1936  | 1946  | 1954  |
| ----- | ----- | ----- | ----- | ----- | ----- | ----- | ----- | ----- |
| 1 757 | 1 740 | 1 694 | 1 454 | 1 333 | 1 354 | 1 422 | 1 417 | 1 400 |

| 1962  | 1968  | 1975  | 1982  | 1990  | 1999  | 2006  | 2008  | 2013  |
| ----- | ----- | ----- | ----- | ----- | ----- | ----- | ----- | ----- |
| 1 275 | 1 238 | 1 187 | 1 197 | 1 182 | 1 252 | 1 231 | 1 225 | 1 251 |

| 2018  | 2022  | - | - | - | - | - | - | - |
| ----- | ----- | - | - | - | - | - | - | - |
| 1 292 | 1 301 | - | - | - | - | - | - | - |

## Économie
- Société fromagère de Clécy.

## Lieux et monuments
La capitale de la Suisse normande, titre décerné en 1932 par le sous-secrétaire d'État au Tourisme, Gaston Gourdeau, renferme des trésors d'histoire : des châteaux et surtout des manoirs s'édifièrent à Clécy et aux alentours.
- Le château de La Landelle est l'un des plus vieux monuments du village. À la base, en forme de croix à un étage, il fut modifié pour deux étages en remplaçant les ailes par des perrons. Il fut occupé pendant la Seconde Guerre mondiale par les Allemands.
- Musée Hardy.
- Musée du chemin de fer miniature.
- Manoir de Placy, ancienne maison forte des XIVe et XVIe siècles, à 1 km à l'est du bourg, dans la vallée de l'Orne[44].
- Église Saint-Pierre du XVe siècle.
- Viaduc de Clécy (1866).
- Établissement fortifié dit camp romain[45].
- Calvaire avec le Christ, la Sainte Vierge et saint Jean, au croisement de la route départementale 562 et la route départementale 133A.

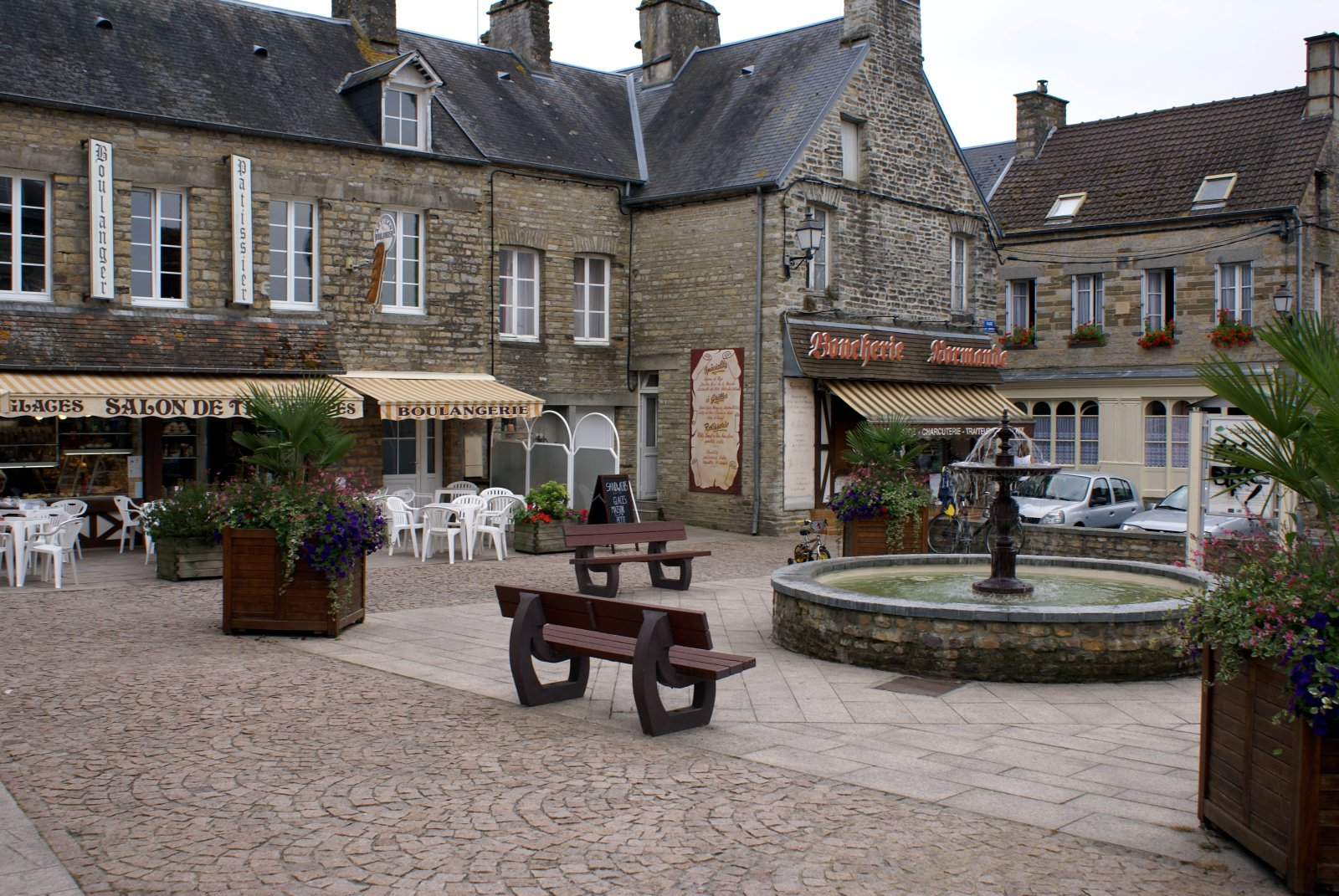
Le centre-ville de Clécy.
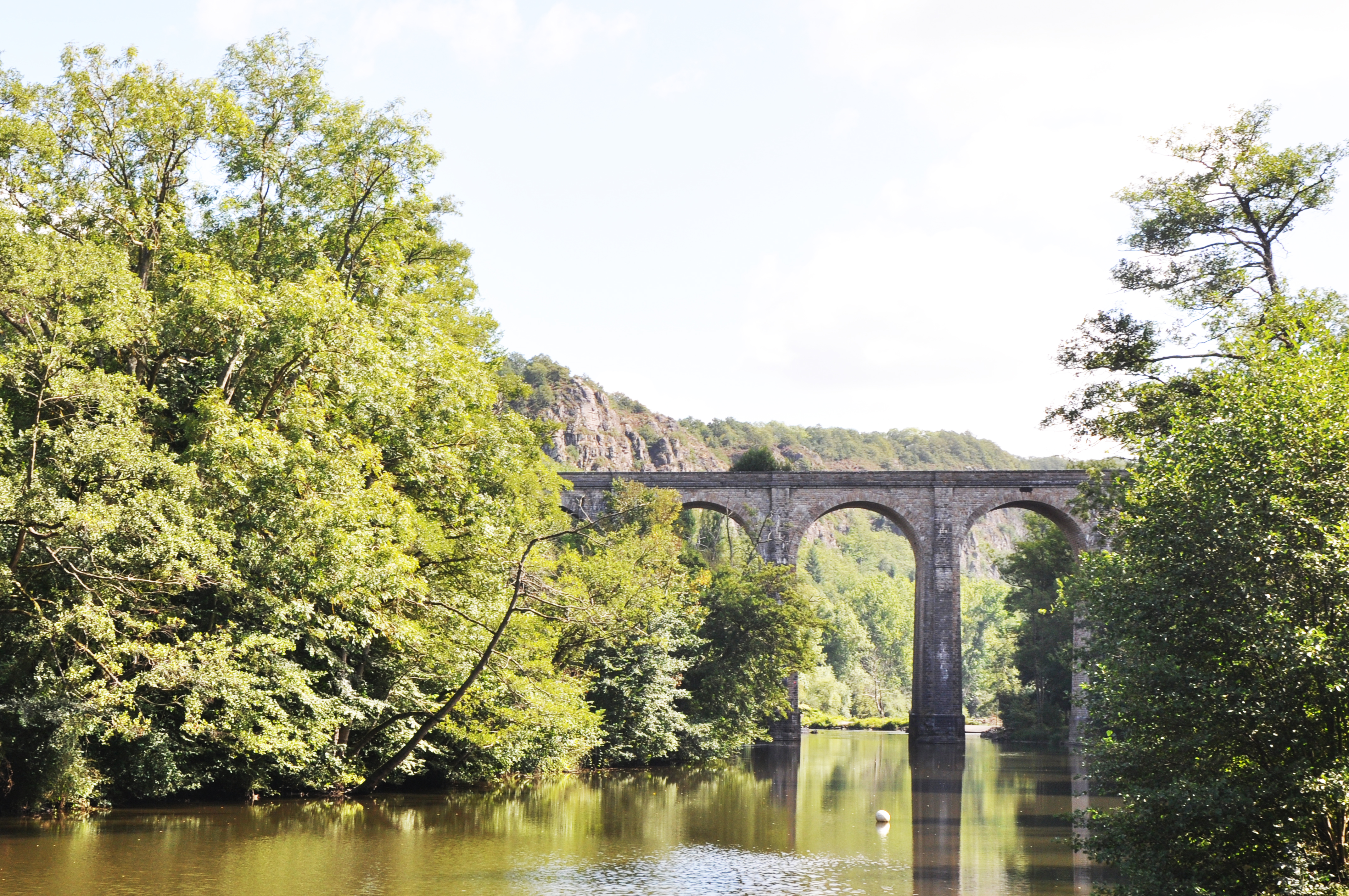
Le viaduc.
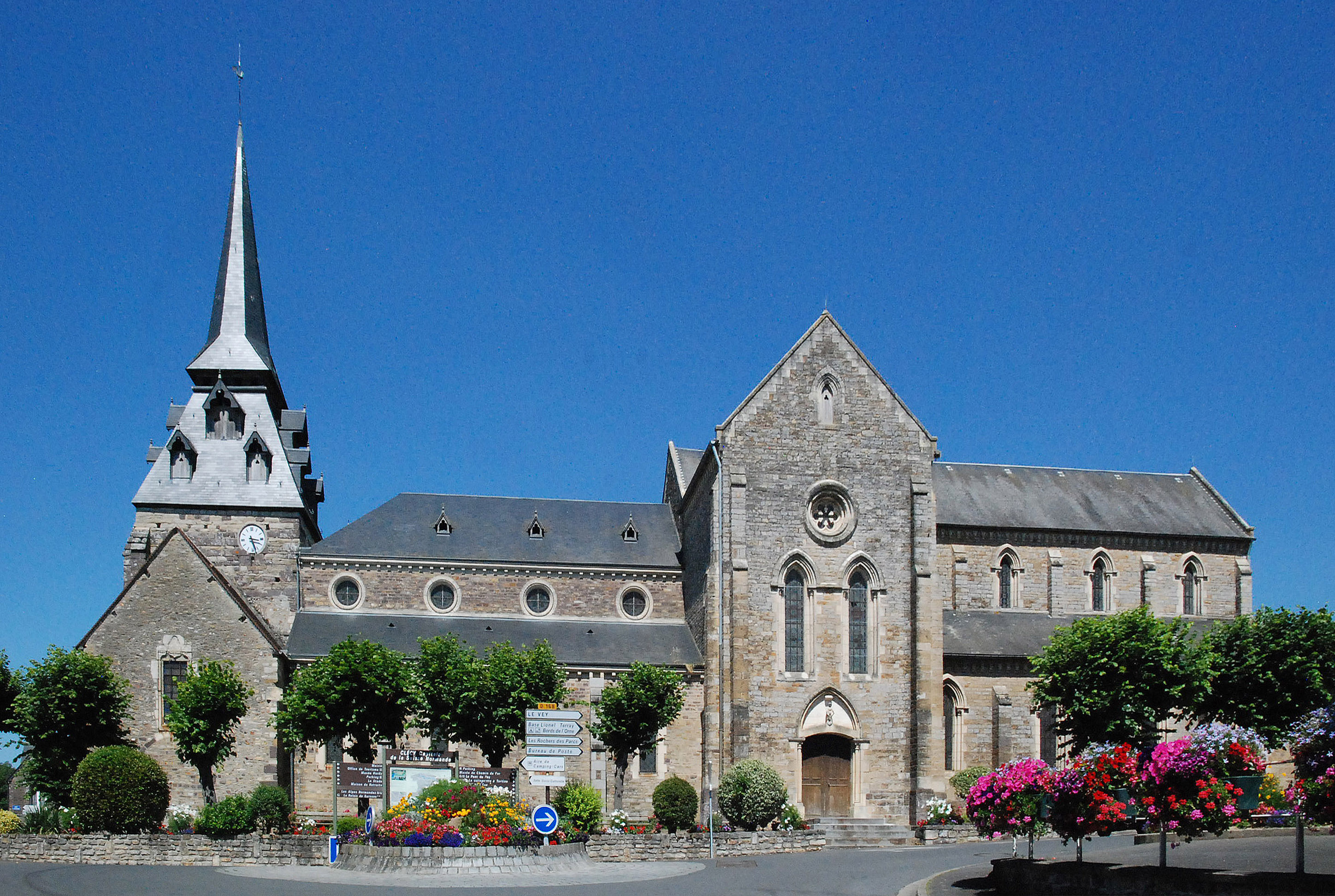
L'église Saint-Pierre.
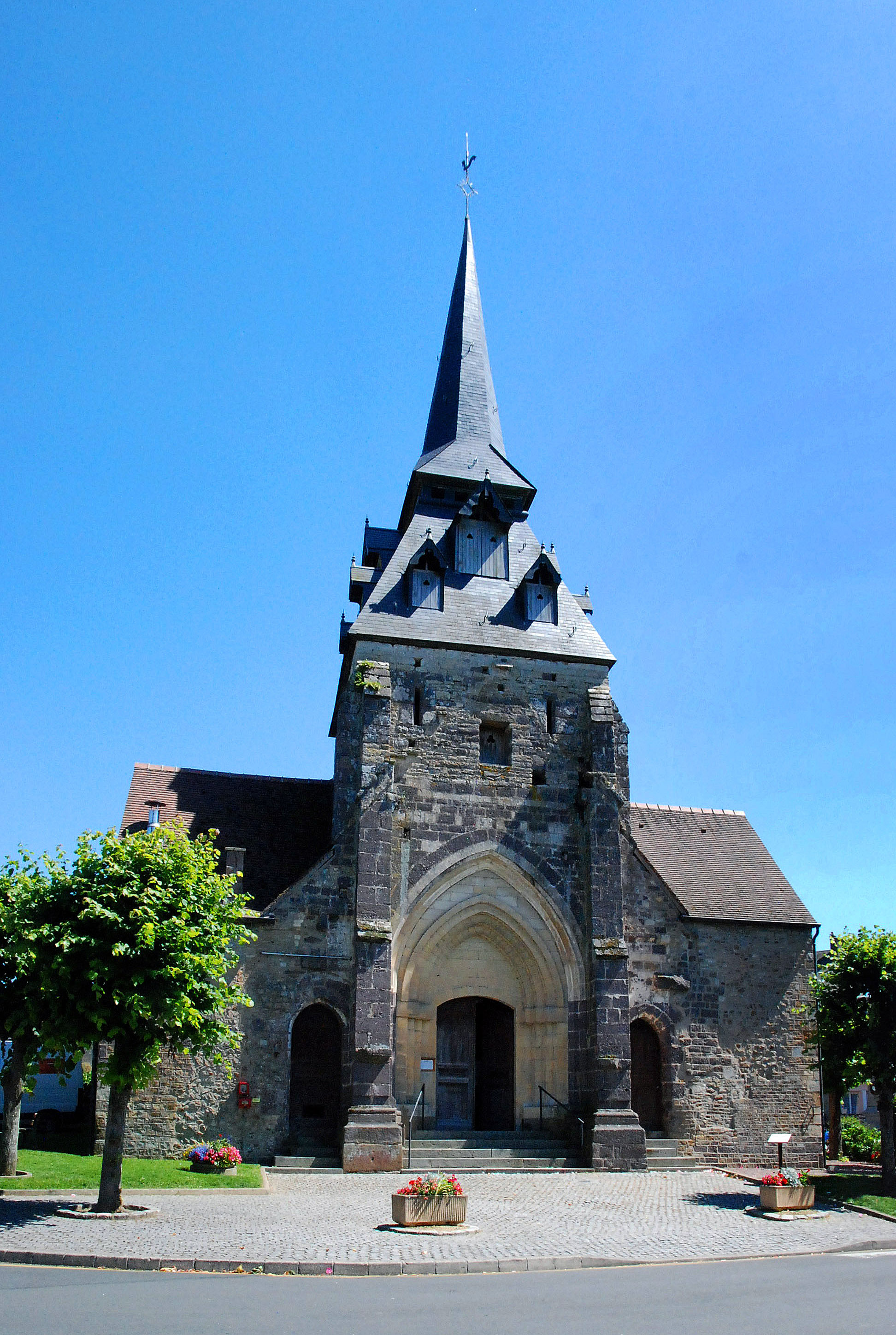
L'église Saint-Pierre.

## Activité et manifestations

### Arts
Des peintres tels que Pissarro, Moteley ou Hardy ont su rendre sur leurs toiles la beauté des paysages environnants.

### Artisanat
Un marché se tient les dimanches matin, de juin à août.

### Manifestations sportives
Cette commune est connue des grimpeurs car l'escarpement des rochers des Parcs, situé sur le territoire de la commune voisine du Vey mais dont les infrastructures d'accueil sont principalement sur Clécy, est classé d'intérêt régional.
En avril 2012, le collectif « Les Tyroliens » a relié la commune de Saint-Omer et la commune de Clécy avec une corde de 10 mm conçue pour la réalisation de tyroliennes géantes par la société Lancelin. Il s'agit de la plus longue descente en tyrolienne sur corde du monde avec 1 300 mètres, d'après les relevés topométriques du géomètre et les relevées GPS. Elle présente 153 mètres de dénivelé, une accélération sur plus de 1 000 mètres et des pointes de vitesse proches de 100 km/h. Cet ouvrage d'exception a été validé et certifié conforme pour l'ouverture au public par la société Vertic'Alps Expertise. Il n'a pas été enregistré au Guinness Book, faute de budget suffisant

## Personnalités liées à la commune
- Georges Jules Moteley (1865-1923), vécut entre autres à Clécy. Il obtint une certaine notoriété nationale, avec des peintures de paysage. En 1892, Moteley exposa sa première toile significative, Vieux Lavoir à Clécy, et obtint une mention honorable et le prix Brigard. Elle fut acquise par la ville de Caen. Dès lors, l'artiste se fit connaître.
- Paul-Émile Pissarro (1884-1972), a peint de nombreux paysages de la Suisse normande et plus particulièrement de Clécy.
- Le peintre André Hardy (1887-1986 à Clécy). Ce peintre impressionniste a réalisé un grand nombre d'œuvres marquées par son profond attachement à la Suisse normande : certaines de ses toiles peuvent être admirées au musée Hardy à l'office du tourisme, place du Tripot.

## Héraldique
| Blason de Clécy | Blason  | Mi-taillé: au 1er de gueules à deux léopards d'or, armés et lampassés d'azur, l'un sur l'autre, au 2e de gueules à la croix alésée d'argent. DeviseSuisse Normande. |
| Blason de Clécy | Détails | Ces armoiries évoquent le nom de la région naturelle entourant Clécy, la Suisse normande. Les deux léopards d'or rappellent les armoiries de la Normandie. La croix alésée d'argent sur champs de gueules rappelle le drapeau et les armoiries de la Suisse. Le statut officiel du blason reste à déterminer. |